# Patricia Anthony
Patricia Marie Anthony (* 29. März 1947 in San Antonio, Texas; † 2. August 2013) war eine US-amerikanische Autorin von Science-Fiction und historischen Romanen.

## Leben
In den 1970er Jahren lebte und bereiste Patricia Anthony gemeinsam mit ihrer Familie Portugal und Brasilien. Sie arbeitete an Universitäten dieser Länder. 1978 wurde sie geschieden und zog nach Dallas. Hier arbeitete sie vierzehn Jahre als Journalistin für The Dallas Morning News und unterrichtete zeitweise kreatives Schreiben an der Southern Methodist University.
Ihre erste Kurzgeschichte veröffentlichte sie 1987 im US-amerikanischen Magazin Aboriginal. Als Science-Fiction-Autorin wurde sie mit dem Roman Cold Allies bekannt, für den sie 1994 den Locus Award für den besten Debütroman erhielt, und der 1995 in deutscher Übersetzung mit dem Titel Kalte Verbündete erschien, die auch für den Kurd-Laßwitz-Preis nominiert war.
Es folgten sechs weitere Romane sowie 1997 eine Sammlung mit Kurzgeschichten. Ihr 1995 erschienener Roman Happy Policeman war in der Endausscheidung für den Arthur C. Clarke Award. Charakteristisch für Patricia Anthonys Science-Fiction-Literatur sind die extraterrestrischen Wesen oder Aliens, die Teil der menschlichen Zivilisation sind und aus deren Perspektive Anthony von gesellschaftlichen und politischen Verwicklungen erzählt.
2002 erwarb James Cameron die Filmrechte für Patricia Anthonys 1993 veröffentlichten Roman Brother Termite. Der Film wurde nicht produziert, jedoch wurden in die Spezialausgabe (Extended Collector’s Edition) des Science-Fiction-Films Avatar von 2012 Szenen aufgenommen, die auf dem Roman basieren.

## Bibliografie
Romane
- Brother Termite (1993)
  - Deutsch: Bruder Termite. Übersetzt von Ingrid Herrmann. Heyne SF & F #5353, 1995, ISBN 3-453-09427-1.
- Cold Aliens (1993)
  - Deutsch: Kalte Verbündete. Übersetzt von Rosemarie Hundertmarck. Heyne SF & F #5352, 1995, ISBN 3-453-09426-3.
- Conscience of the Beagle (1993)
- Happy Policeman (1994)
- Cradle of Splendor (1996)
- God’s Fires (1997)
  - Deutsch: Gottes Feuer. Übersetzt von Jakob Leutner. Heyne SF & F #6331, 1999, ISBN 3-453-16169-6.
- Flanders (1998)
- The Sighting (2015)

Sammlungen
- Eating Memories (1997)

Kurzgeschichten
- Blood Brothers (in: Aboriginal SF, February-March 1987)
- What Brothers Are For (in: Aboriginal Science Fiction, November-December 1987)
- Anomaly (in: Aboriginal Science Fiction, November-December 1988)
- Good Neighbor (in: Aboriginal Science Fiction, September-October 1988)
- Sweet Tooth at Io (in: Aboriginal Science Fiction, May-June 1988)
- White Boy (in: The Mage #9, Winter 1988)
- Belief Systems (in: Aboriginal Science Fiction, September-October 1989)
- Bluebonnets (in: Aboriginal Science Fiction, July-August 1989)
- Eating Memories (in: Aboriginal Science Fiction, May-June 1989)
- The Name of the Demon (in: The Magazine of Fantasy & Science Fiction, November 1989)
- Coyote on Mars (in: Aboriginal Science Fiction, May-June 1990)
- For No Reason (in: Isaac Asimov’s Science Fiction Magazine, September 1990)
  - Deutsch: Aus keinem besonderen Grund. In: Friedel Wahren (Hrsg.): Isaac Asimov’s Science Fiction Magazin 40. Folge. Heyne Science Fiction & Fantasy #4957, 1992, ISBN 3-453-06199-3.
- Lunch with Daddy (in: Pulphouse: The Hardback Magazine Issue Eight: Summer 1990)
- The Deer Lake Sightings (in: Weird Tales, Summer 1990)
- The Murcheson Boy (in: Weird Tales, Fall 1990)
- The Dark at the Corner of the Eye (1991, in: Lou Aronica, Amy Stout und Betsy Mitchell (Hrsg.): Full Spectrum 3)
- The Holes Where Children Lie (in: Aboriginal Science Fiction, January-February 1991)
- Blue Woofers (in: Isaac Asimov’s Science Fiction Magazine, July 1992)
- Dear Froggy (1992, in: Aboriginal Science Fiction, Spring 1993)
- The Secret Language of Old White Ladies (in: Aboriginal Science Fiction, Fall 1992)
- The Shoot (in: Aboriginal Science Fiction, Summer 1992)
- Born to Be Wild (in: Aboriginal Science Fiction, Summer 1993)
- Gingerbread Man (in: Aboriginal Science Fiction, Fall 1993)
- Guardian of Fireflies (in: Asimov’s Science Fiction, April 1993)
- The Last Flight from Llano (in: Asimov’s Science Fiction, May 1993)
- Alone Again in Dweebland (1997, in: Patricia Anthony: Eating Memories)
- Flanders (in: infinity plus, November 1997)
- Scavenger Hunt (1997, in: Patricia Anthony: Eating Memories)
- Two-Bag Goddess (1997, in: Patricia Anthony: Eating Memories)
- Young Wives (1997, in: Patricia Anthony: Eating Memories)
- Mercy’s Children (in: Albedo One, #20, 1999)